# Holman Hamilton
Holman Hamilton (* 30. Mai 1910 in Fort Wayne; † 7. Juni 1980 in Lexington) war ein US-amerikanischer Journalist und Historiker, der sich mit dem Antebellum beschäftigte. Er gilt als ein Experte für den zwölften Präsident der Vereinigten Staaten Zachary Taylor.

## Leben
Hamilton studierte am Williams College und war für dessen Quarterly und dessen Studentenmagazin Editor. Darauf arbeitete er als ein Journalist für das Fort Wayne Journal-Gazette von 1932 bis 1951, doch wurde seine Arbeit durch einen Dienst in der Armee während des Zweiten Weltkrieges unterbrochen. 1951, also nach der Veröffentlichung vom zweibändigen Zachary Taylor: Soldier in the White House (1941, 1951), entschied er sich für eine akademische Karriere und begann ein Studium an der University of Kentucky, an der er 1954 promovierte. Bis zu seinem Ruhestand 1975 lehrte er an ihr und besetzte den Posten des Chairman des Editorial Board. Auch war er Chairman der Publications Committee der Lexington-Fayette County Historical Commission, Mitglied des Review Board der Kentucky Heritage Commission und President der Southern Historical Association. Er war Fulbright-Scholar und Guggenheim Fellow.

## Werk
Hamiltons erstes und möglicherweise wichtigstes Werk war eine zweibändige Biografie vom zwölften Präsidenten der Vereinigten Staaten Zachary Taylor. Das 1941 veröffentlichte Zachary Taylor: Soldier of the Republic behandelt Taylors Leben bis zu seiner Präsidentschaft, also seine militärische Karriere in der Frontier und während des Mexikanisch-Amerikanischen Kriegs, welcher eine Hälfte des Buches einnimmt. Taylor wird als einen einfachen und unbekannten Soldaten dargestellt, der erst durch seine militärischen Siege während des Mexikanisch-Amerikanischen Kriegs zu Berühmtheit und Präsidentschaft stieg. Das zweite Band, Zachary Taylor: Soldier in the White House, behandelt Taylors Präsidentschaft, die von Diskussionen um neu gewonnene Territorien und dem Kompromiss von 1850 geprägt wurde. Er lobt Taylor für seinen entschlossenen Stand gegen den Kompromiss. Wäre Taylor 1850 nicht gestorben, wäre Kalifornien wahrscheinlich früher in die Union aufgenommen wurden. Einen potentiellen früheren Sezessionskrieg ohne den plötzlichen Tod Taylors lehnt Hamilton ab. Die Bewertung Taylors fällt insgesamt positiv aus; Er sei ein überdurchschnittlicher Präsident. Hamiltons Werk gilt neben K. Jack Bauers Zachary Taylor: Soldier, Planter, Statesman of the Old Southwest als einer der Standardwerke zu Zachary Taylor.
Im 1958 veröffentlichten White House Images & Realities, welches auf drei Vorlesungen von Hamilton an der University of Florida beruht, versucht Hamilton die allgemeinen Hintergründe der Präsidenten der Vereinigten Staaten festzustellen (Das erste Kapitel Roads to the White House), sie zu bewerten (Das zweite Kapitel Greatness and Failure) und deren Historiografie darzustellen (Das dritte Kapitel The Presidential Image). Rezensionen fielen generell positiv aus. Charles Manning lobt besonders den Stil den Hamilton nutzt. Auch Clinton Rossiter lobt es, doch würde er eine Biografie eines Präsidenten wie in Zachary Taylor: Soldier of the Republic und Zachary Taylor: Soldier in the White House bevorzugen.
Das 1964 veröffentlichte Prologue to Conflict. The Crisis and Compromise of 1850 ist eine Analyse des Kompromiss von 1850, das auf bisher veröffentlichte Artikel von Hamilton basiert. Hamilton beginnt mit einer Beschreibung der Probleme, die die Vereinigten Staaten zum Kompromiss führten, und dem Charakter der wichtigsten Akteure. Darauf beschreibt er die eigentliche Diskussion um den sogenannten „Omnibus bill“ und seiner Aufteilung nach dem Tod von Zachary Taylor. Nach einer Behandlung der oft ignorierten Texas Bond Lobby um William Wilson Corcoran widmet sich dem verabschieden der Gesetze, wobei er die Rolle von Stephen A. Douglas betont. Zuletzt beschreibt Hamilton die Umsetzung und die Folgen des Kompromiss. Die Schuld für den Misserfolg des Kompromiss schreibt Hamilton den Präsidenten zu, die für eine erfolgreiche Umsetzung des Kompromiss starke Führung hätten zeigen müssen. Besonders Franklin Pierce träge die Schuld. So wie in Zachary Taylor: Soldier in the White House befürwortet er Taylors entschlossene Position. Auch dieses Werk wird als ein Standardwerk betrachtet.
Im 1978 veröffentlichtem Essay The Three Kentucky Presidents behandelt Hamilton die drei amerikanischen Präsidenten, die aus Kentucky stammten, also Zachary Taylor, Abraham Lincoln und Jefferson Davis, den Einfluss ihrer Heimat auf sie und die Verbindungen zwischen ihnen. Rezensionen fielen positiv aus.

## Veröffentlichungen (Auswahl)
- Zachary Taylor
  - Zachary Taylor: Soldier of the Republic Bobbs-Merill Company, Indianapolis 1941 (Mit einem Vorwort von Claude G. Bowers)
  - Zachary Taylor: Soldier in the White House Bobbs-Merill Company, Indianapolis 1951
- White House Images & Realities University of Florida Press, Gainesville 1958
- Prologue to Conflict. The Crisis and Compromise of 1850. University of Kentucky Press, Lexington 1964
- The Three Kentucky Presidents University of Kentucky Press, Lexington 1978
- Three American Frontiers: Writings of Thomas D. Clark University of Kentucky Press, Lexington 1978 (Editor)